# جون مارتن (مغني)
جون مارتن لندستروم (بالسويدية: John Martin Lindström) وهو مغني وكاتب أغاني سويدي ولد في يوم 22 أغسطس 1980 في مدينة ستوكهولم عاصمة السويد عرف بعد مشاركته في أغاني فرقة سويدش هاوس مافيا السويدية كما شارك أغاني مع تيني تيمباه وكما شارك أيضاً مع أفتشي وتييستو وديفيد غيتا.

## روابط خارجية
- جون مارتن على موقع ميوزك برينز (الإنجليزية)
- جون مارتن على موقع أول ميوزيك (الإنجليزية)
- جون مارتن على موقع ديسكوغز (الإنجليزية)